# Sidney Johnston Catts
Sidney Johnston Catts, né le 31 juillet 1863 et mort le 9 mars 1936, est un homme politique américain. Longtemps membre du Parti démocrate, il est gouverneur de Floride de 1917 à 1921 sous les couleurs du Parti de la prohibition.

## Biographie
Catts naît en 1863 dans une plantation de l'Alabama. Diplômé en droit de l'université Cumberland en 1882, il mène d'abord une carrière d'avocat et de cultivateur de coton. Born again, il s'investit dans la religion à partir des années 1890. Il se présente une première fois en politique en 1903 : candidat à la Chambre des représentants des États-Unis, il est battu par James Thomas Heflin (en).
Catts s'installe à DeFuniak Springs en Floride en 1911. Il y est pasteur puis assureur. En 1916, il se présente à la primaire démocrate pour le poste de gouverneur de Floride. Il mène une campagne populiste en faveur de la prohibition et profondément anticatholique. Il est d'abord donné gagnant de la primaire devant le contrôleur de l'État W. V. Knott, avec une avance variant selon les titres de presse. Après un recompte des voix litigieux, au cours duquel il accuse son adversaire de fraudes électorales, c'est Knott qui est finalement déclaré vainqueur avec une vingtaine de voix d'avance,. Catts choisit alors de se présenter sous les couleurs du Parti de la prohibition et remporte assez facilement l'élection générale avec 43 % des voix (39 546 suffrages contre 30 343 pour Knott).
Son mandat de gouverneur est notamment marqué par ses relations conflictuelles avec la législature de Floride, contrôlée par le Parti démocrate. Il fait toutefois adopter certaines mesures en matière d'impôts, de travail, d'infrastructures et de soins aux personnes souffrant de handicap mental. S'il milite en faveur du droit de vote des femmes, Catts est connu pour ses positions anticatholiques et racistes. Il estime ainsi que les Afro-Américains constituent une « race inférieure ». Il fait également diffuser la rumeur selon laquelle les moines de l'abbaye de Saint-Léon comptaient armer les Afro-Américains de Floride pour donner le pouvoir à l'empereur allemand Guillaume II puis au pape Benoît XV, pour que ce dernier annexe la Floride, y déménage le Saint-Siège et ferme les églises protestantes.
À l'issue de son mandat, Catts se présente sans succès au Sénat des États-Unis. Par la suite, il tente à deux reprises de retrouver le poste de gouverneur de Floride, sans davantage de succès, en 1924 et 1928. Il paritcipe cependant à la campagne victorieuse du républicain Herbert Hoover lors de l'élection présidentielle de 1928, le Parti démocrate ayant nommé Al Smith, un candidat catholique et opposé à la prohibition.